# Phil Monckton
John Philip "Phil" Monckton-Arundell (født 8. april 1952 i Winnipeg, Canada) er en canadisk tidligere roer.
Monckton vandt bronze i dobbeltfirer for Canada ved OL 1984 i Los Angeles. Canadierne blev i finalen besejret af Vesttyskland, som vandt guld, samt af Australien, som tog sølvmedaljerne. Bådens øvrige besætning var Doug Hamilton, Mike Hughes og Bruce Ford. Han deltog også i disciplinen firer uden styrmand ved OL 1976 i Montreal.

## OL-medaljer
- 1984:  Bronze i dobbeltfirer